# Townsend Coleman
Townsend Coleman, född 28 maj 1954 i New York, är en amerikansk röstskådespelare. Han blev känd för att läsa den engelskspråkiga röst till sköldpaddan Michelangelo i 1987 års Teenage Mutant Ninja Turtles. I samma serie läser han även rösten för Råttkungen, och Shredder i sju avsnitt under 1993.

## Filmografi
- 1987-1992 - Teenage Mutant Ninja Turtles: Michelangelo, Rat King, Krang (alternativ röst 1989) och Shredder (alternativ röst 1993, enbart sju avsnitt), Usagi Yojimbo, Rahzar, Screwloose, Splinter (alternativ röst, säsong 5), Burne (alternativ röst, säsong 3), Jerry Spiegel, Electrozapper, Dalton Dumpsky, Fritz[1]

### Fotnoter
1. ↑  ”Teenage Mutant Ninja Turtles (1987) Cast” (på engelska). TV.Com. Arkiverad från originalet den 5 november 2012. https://web.archive.org/web/20121105090521/http://www.tv.com/shows/teenage-mutant-ninja-turtles-1987/cast/. Läst 26 februari 2012.